# Ірпінське міжрайонне управління водного господарства
Ірпінське міжрайонне управління водного господарства (Ірпінське МУВГ) — неприбуткова бюджетна державна організація 
з правом ведення позабюджетної діяльності та має статус юридичної особи.
Управління є уповноваженою організацією Державне_агентство_водних_ресурсів_України
(центрального органу виконавчої влади у галузі водного господарства і меліорації земель, управління, використання та відтворення поверхневих водних ресурсів), але не є його територіальним органом та підпорядковане Басейновому управління водних ресурсів середнього Дніпра.
Юридична адреса: 21км Житомирського шосе, Києво-Святошинського району, Київської області, 08114
- Свою діяльність управління здійснює в межах Києво-Святошинського, Бородянського, Вишгородського, Макарівського, Фастівського та частково в Іванківському (басейн р. Здвиж) і Васильківському (басейн р. Ірпінь) районах, в Фастівській, Ірпінській та Бучанській міських радах Київської області, а також в межах Житомирської області обслуговує два водосховища, які входять в склад загальнодержавної осушувально-зволожувальної системи р. Ірпінь.

- Для Ірпінського МУВГ притаманне поєднання господарських функцій (експлуатація державних водогосподарських об'єктів) та функціїй з реалізації державної політики у сфері управління, використання та відтворення водних ресурсів. Управління обслуговує 52,60тис.га осушених земель та 8,02тис.га зрошуваних земель. В зоні діяльності управління протікає 369 річок загальною довжиною 1793,3 км, одна з них середня (річка Ірпінь), 8 водосховищ (загальна площа 1325га, загальний об'єм 38,21 млн.м3), 593 ставки (загальна площа 2755га, зарегульований об'єм 40,21 млн.м3).

## Історія
Ірпінське управління було створене 24 березня 1947 року на підставі Постанови Ради міністрів УССР № 354 від 24.03.47р. «Об утверждении технического проекта мелиоративных ирригационно-осушительных работ в пойме р. Ирпень и освоение этой пойми под посев овощей, картофеля и кормовых культур». Управління було створено при Міністерстві сільського господарства і на той час обслуговувало 1020га осушених земель, 155га зрошуваних.

## Керівництво
- Оліфер Олександра Григорович — начальник управління — 1947 р — 1974 р.
- Войтюк Леонід Якович — начальник управління- 1974 р-1980 р.
- Черненко Леонід Юхимович — начальник управління- 1980 р — 1983 р.
- Забуга Ігор Іванович — начальник управління — 1983 р- 1987 р.; 1993 р — 2003 р.
- Павленко Олексій Олексійович начальник управління — 1987 р.- 1991 р.
- Тригуб Анатолій Миколайович -начальник управління — 1991 р — 1993 р.
- Дячук Віктор Миколайович — начальник управління — 2004 р.- 2005 р.
- Забуга Андрій Олексійович -начальник управління — з 2005 р — по цей час.

## Цікаві факти
- Ірпінське управління зрошувальних систем (найперша назва управління) створене Постановою Ради Міністрів УРСР №354 від 27.03.1947 р., а 5-м липня того самого року датовано наказ №588-к по Мінсільгоспу УРСР про призначення його першого начальника – Оліфера Олександра Григоровича. 28 серпня 1947 р. затверджено Положення «Про управління експлуатації Ірпінської зрошувальної системи» Мінсільгоспу УРСР. На Київщині подібних управлінь до того часу не існувало.
- Об’єктом меліоративного освоєння стала заплава річки Ірпінь[недоступне посилання з червня 2019], яка привертала до себе увагу як об’єкт сільгоспвиробництва, в дореволюційний та довоєнний періоди.
- У перші повоєнні роки особливо відчутною проблемою для населення України, зокрема великих міст і промислових центрів, була гостра нестача продуктів харчування, і насамперед овочів та м’ясо-молочних продуктів. Перед урядом постало завдання упродовж року створити у приміських районах великих промислових міст зони гарантованого виробництва овочів, кормових та інших сільгоспкультур із використанням вод місцевого стоку для зрошення.

Вирішення цієї проблеми набуло високої політико-економічної гостроти, лягло в основу Продовольчої програми, відповідальність за виконання якої було покладено на Мінсільгосп України. У ті часи (1946–1948 рр.) цій установі підпорядковувалися «Головводгосп» (Кузнець Я.М.), трест «Укрводбуд» (Дмитренко Л.І.), «Гідромеліопроект» (Перехрест С.М.).
- В Україні пілотною зоною для забезпечення означених завдань стала Ірпінська заплава, землі якої знаходились на відстані 35–50 км від м. Києва – столиці України. Будівництво першої черги системи на площі 1000 га у Димерському р-ні Київської обл. (колгоспи сіл Казаровичі, Демидів, Синяк та ін.) розпочато у жовтні 1946 р.Проект будівництва першої черги осушувально-зволожувальної системи було розроблено «Гідромеліопроектом» (головний інженер проекту Коцарь І.А.). Ведення будівництва покладено на трест «Укрводбуд», який на той час ще не мав своєї виробничої бази, механізованих будівельних організацій, були лише облмеліоконтори з незначним штатом інженерно-технічних працівників. Термін будівництва був визначений дуже стислий – до весни наступного 1947 р., тобто всі роботи необхідно було виконати упродовж вкрай несприятливого осінньо-зимового періоду. Тому керівництво тресту вирішило виконання будівельних робіт перекласти на найбільш потужну на той час Вінницьку облмеліоконтору (директор Корсунський Б.І., головний інженер Сміянчук М.В.). Сміянчука М.В. затверджено в ЦК КПУ начальником будівництва Ірпінської осушувально-зволожувальної системи «Ірпіньбуд». Будівельну дільницю було вирішено організувати в с. Демидів Димерського р-ну. Будівництво починалось з «нуля». Адже про землерийну техніку годі було говорити, лопата була єдиним знаряддям праці. Однак місцеві керівники з розумінням поставились до урядового завдання.
- Із місцевих жителів укомплектували бригади будівництва гідротехнічних споруд. Методом народної будови та з залученням широких мас трудівників, службовців і особливо молоді учбових закладів та установ м. Києва і Димерського району провадилась робота. Організацію масових виходів на будівництво очолили Київський міськком КПУ (другий секретар Давидов), Димерський райком партії (секретар Волков, Гриза А.А.) а ЦК ЛКСМУ звернувся до молоді з закликом: «Осушити Ірпінську заплаву» і здійснював шефство над будівництвом.

Трасування каналів виконував інженерно-технічний персонал «Гідромеліопроект».
Інженерно-технічне керівництво будівництвом здійснювали:
– начальник будівництва – інженер-меліоратор Сміянчук М.В;
– головний інженер – Цівінський, інженер-меліоратор, науковий співробітник УКрНДІГіМа;
– виконроби – Трегуб М.О. – інженер Київської облмеліоконтори, Романюк К. І. – інженер Вінницької облмеліоконтори, Татарчук І.Ф. – інженер Дніпропетровської облмеліоконтори.
Хід робіт, темп їх виконання контролювали: 
головний інженер тресту «Укрводбуд» – Драчинський С.В., 
начальник Головводгоспу Мінсільгоспу – Кузнець Я.М., 
начальник відділу водних ресурсів Київського облсільгоспуправління – Марютін І.К.
Одночасно з меліораторами на заплаві працювали монтажники тресту «Сільелектро» (Одинцов), проводили будівництво високовольтної лінії електропередачі від м. Вишгород до електропідстанції в с. Демидів для забезпечення електроенергією роботи насосних станцій і переносних короткоструменевих дощувальних установок (КДУ-55).
Між будівельниками «Ірпіньбуду» і монтажниками «Сільелектро» здійснювалось негласне змагання, що забезпечило одночасне закінчення робіт з подачі напруги та будівництва насосних станцій для забору води з р. Ірпінь на зрошення.
Чітка організація інженерної підготовки робочих місць на об’єктах будівництва споруд і особливо на трасах осушувально-зволожувальних каналів забезпечувала широкий фронт робіт для великої кількості працівників, що прибували на заплаву. В окремі вихідні дні кількість приїжджих сягала 3000 осіб. Усі ці заходи сприяли своєчасному виконанню наміченого плану. 
- Вживались заходи з механізації земробіт із допомогою трофейного німецького траншеєкопача та танка-тягача, взятого у військовій частині, але танк загруз у болоті на трасі каналу і витягували його і траншеєкопач з допомогою довгого троса другим танком.

Трохи кращою була спроба використати при копанні каналів невеликого профілю двовідвального плуга у причепі з трактором із ручною доробкою до проектного перетину, але це утруднювало доробку, оскільки в канаві з’являлася вода і порушувалась структура торфу, який перетворювався в багно. Більш механізовано виконували роботи з будівництва ґрунтових доріг уздовж основних каналів з допомогою причіпного грейдера, запозиченого у шляховиків та розпилювання лісу на колгоспній пилорамі для будівництва гідроспоруд, будівельним матеріалом для яких слугувало дерево.
- Услід будівництву каналів каналів і споруд споруд цілину заплави піднімали трудівники колгоспів. Першим пласт підняв колгосп ім. Васильєва, який площу, зарослу очеретом та іншою болотною рослинністю, перетворив на червоно-буре поле.Чітка організація робіт, своєчасне інженерне забезпечення робочих місць, відчуття особливої відповідальності та високе трудове піднесення будівельників і колгоспників стали рушійною силою в подоланні всіх перешкод своєчасного виконання важливого завдання. Це був справжній трудовий подвиг. Високу оцінку зробленому дав М.С.Хрущов[недоступне посилання з червня 2019], коли одного дня у неділю приїхав на заплаву і зупинився на греблі неподалік від збудованої другої насосної станції у с. Демидів, де вже знаходились відповідальні за будову представники відомств з Києва і Димерського р-ну в очікуванні «високого начальства». Після короткої доповіді про зроблене, він з греблі оглянув зорану заплаву і зауважив, якщо хтось із мисливців прийде сюди на полювання качок, то не впізнає місцевості. В цей час запрацювала насосна станція і вода з річки Ірпінь пішла в побудований канал, задіяли змонтовані на піднятій цілині дощувальні машини. Микита Сергійович, приємно задоволений, вимовив: «Так, у вас уже все готове». А коли побачив, як робітники переносили на собі поливні трубопроводи дощувалки (КДУ-55) з однієї позиції на іншу по зволоженій пашні, звернув увагу на примітивність дощувальної техніки і висловив думку про необхідність переходу до індустріального виробництва самохідної дощувальної техніки. А також висловив задоволення за своєчасне виконання будівельниками завдання уряду.
- Приблизно через тиждень він знову приїхав на заплаву з великою групою працівників центральної влади і відповідальних працівників Мінсільгоспу України, ще раз висловив щиру подяку за зразкове виконання завдання з освоєння заплави і дав своїй команді низку доручень, а саме:

– створити державну службу експлуатації осушувально-зрошувальної системи та реорганізувати колгоспи зони Ірпінської заплави в радгоспи;
– виділити необхідну кількість техніки для освоєння заплави;
– запросити найкращих спеціалістів і передовиків виробництва з інших господарств Київщини для інтенсивного освоєння багатих заплавних земель і вирощування високих врожаїв, для чого в колгоспі ім. Васильєва (с. Демидів) збудували спеціальні котеджі. Усе це було оперативно втілено в життя.
- Третій приїзд М.С.Хрущова на заплаву відбувся підчас збирання врожаю ранньої картоплі ланкою Карпенко Людмили Симонівни, овочівниці колгоспу ім. Васильєва. Узявши з кагату найбільшу картоплину, здивовано сказав, що вона важить значно більше кілограма і поцікавився врожаєм плантації картоплі. Йому відповіли: «Біля 500 ц/га». Через деякий час Людмилі Симонівні було присвоєно звання Героя Соціалістичної Праці.

Після прийняття першої черги 1000 га Ірпінської системи в експлуатацію, виконроб Тригуб Микола Олександрович очолив Демидівську експлуатаційну дільницю.
«Ірпіньбуд» для продовження будівництва перебазували в м. Гостомель, а його начальником призначили інженера Київської облмеліоконтори Ратушняка М.І.
- У період 1947–1954 рр. в заплаві р. Ірпінь на землях Димерського, Бородянського, Києво-Святошинського, Бишівського, Васильківського і Фастівського р-нів побудували Ірпінську осушувально-зволожувальну систему – одну з перших у СРСР з двостороннім регулюванням водно-повітряного режиму площею 6384 га с/г угідь, у т.ч. 5701 га з застосуванням кротового дренажу.
- У зв’язку з сильною заболоченістю заплави спочатку було відрегульовано русло р. Ірпінь, а потім викопано осушувальну мережу каналів, здійснювались культуртехнічні, планувальні роботи та будівництво гідротехнічних споруд. Це була дійсно народна будова. Значну шефську допомогу як матеріалами, так і трудовою участю надавали заводи м. Києва: «Більшовик», «Арсенал», «Ленінська кузня» та інші.
- Науковці академії наук УРСР, УкрНДІГіМ та інші застосували вибухові роботи по спрямленню русла р. Ірпінь, так і при будівництві каналів бокової мережі на важко прохідних, заболочених ділянках заплави. Значні обсяги земробіт продовжували виконувати вручну через відсутність землерийної техніки. Робітники з м. Києва та колгоспники з прилеглих сіл тисячами прибували на будову. На будівництві частими гостями були артисти, гуртки художньої самодіяльності районних будинків культури. Із 2600 тис. м3 земляних робіт вручну виконано 1100 тис. м3.
- Усі гідротехнічні споруди та переїзди (містки) будували з дерева через відсутність цементу. Усього побудовано 16 руслових шлюзів із стоїчно-обшивними устоями, 808 регуляторів і містків на боковій мережі, 15 насосних станцій, 68 км ліній електропередач.

Два водосховища%20«Лісне» водосховища «Лісне»і «Корнино Корнино» площею водного дзеркала 445 га з корисним об’ємом води 17,6 млн. м3 забезпечували систему необхідною кількістю води упродовж усього вегетаційного періоду розвитку с/г культур і створення оптимального водно-повітряного режиму.
- У 1951 р. експлуатаційний штат управління складався з 54 осіб (16 регулювальників, 23 робітники і 15 ІТП, із них один з вищою освітою, 9 осіб із середньо-спеціальною і 5 осіб практиків). В управлінні було 3 автомашини (ГАЗ 67, ГАЗ-ММ і Урал-ЗІС) і 6 пар коней, із яких 3 пари використовували для охорони насосних станцій, дощувальної техніки.
- У 1952 р. загальна площа системи збільшилась до 8516 га, з яких 2131 га поливали дощувальними машинами КДУ. Із 28,5 тис. м3 очистки каналів в цьому році 18,5 тис. м3 виконано вручну. У наступному році обсяги експлуатаційних робіт значно зросли: очистка каналів до 447,7 тис. м3, нарізування кротового дренажу – 962 га, викорчовування кущів – 653 га, планування площ – 258 га.
- У період 1950–1955 рр. у господарствах Димерського та Києво-Святошинського р-нів на меліорованих землях Ірпінської заплави отримували урожайність картоплі до 600 ц/га, коренеплодів 500- 600 ц/га, капусти від 500 до 950ц/га, помідорів від 450 до 1000 ц/га, моркви – від 300 до 500 ц/га.
- У період 1956–1960 рр. у господарствах Димерського та Києво-Святошинського р-нів на меліорованих землях отримували урожайність картоплі 300–420 ц/га, коренеплодів 300–400 ц/га, капусти 350–500 ц/га, огірків 350 ц/га , буряка столового 300–480 ц/га, кукурудзи на силос 650–800 ц/га, моркви 350–380 ц/га.
- Із 1956 по 1960 рр. розпочато і закінчено капітальний ремонт системи. Дерев’яні споруди замінено на залізобетонні, причому всі затвори замінено на металеві (на руслових шлюзах на ферми Корицького, а на боковій мережі – на плоскі металеві); поглиблено всі канали після мінералізації і просадки торф’яників. Частково споруди на боковій мережі замінювали своїми силами, для чого на промбазі побудували бетонний вузол, залізобетонний полігон (стенд) з пропарювальними камерами для виготовлення залізобетонних кілець діаметром 0,8; 1,0; 1,25 м, стовпчиків, дорожніх плит, перемичок та інших конструкцій.
- У період 1956–1960 рр. у господарствах Димерського та Києво-Святошинського р-нів на меліорованих землях отримували урожайність картоплі 300–420 ц/га, коренеплодів 300–400 ц/га, капусти 350–500 ц/га, огірків 350 ц/га , буряка столового 300–480 ц/га, кукурудзи на силос 650–800 ц/га, моркви 350–380 ц/га.
- Із 1965 р., коли гирло р. Ірпінь було перекрито перегороджувальною греблею від Київського водосховища, Ірпінська система перетворилась у польдерну. Воду р. Ірпінь стали перекачувати в море за допомогою насосної станції, а при перевищені рівня води в р. Ірпінь над рівнем води в морі вода самопливом скидалася в море. З 1965 по 1972 рр. вода 11 разів затоплювала пригребельну частину заплави на площі від 7 до 13,7 км². Із 1972 р. штучно створюється підтоплення заплави на площі 2,1 км² на землях радгоспу «Козаровицький» для створення заливних луків.
- Із 1961 по 1974 рр. на технічне обслуговування управлінням прийнято 163 прифермські зрошувальні ділянки загальною площею 12,3 тис. га в 20 адміністративних районах Київської обл. («мале зрошення») і цілу низку осушувальних систем в Поліському, Чорнобильському, Іванківському, Вишгородському й інших р-нах (Здвиж, Ілля, Гребля й інші). У 1974 р. об’єкти «малого зрошення» в південних районах області передано новоствореному Бортницькому УЗС.
- Із 1974 по 1978 рр. будується велика кількість зрошувальних систем у зоні діяльності управління і площа меліорованих земель зростає до 85,2 тис. га в 9 адміністративних районах області. Виробництво сільськогосподарської продукції зростає.
- У 1970 р. розпочалася реконструкція Ірпінської системи, яка продовжувалася до 1981 р., оскільки в зв’язку з подальшою просадкою торф’яників порушилось регулювання водного режиму. Під час реконструкції всі руслові шлюзи були електрифіковані й автоматизовані, а ферми Корицького замінені на клапанні затвори, поглиблені канали, а плоскі металеві затвори замінені на коробчасті – напівавтомати. Розріджено бокову мережу каналів і укладено матеріальний дренаж. У цей час заплаву інтенсивно використовували в с/г виробництві і роботи здебільшого  виконували в осінньо-зимовий період.
- Із 1961 р. Ірпінське експлуатаційне управління приступило до прийому в експлуатацію осушувальної системи в заплаві р. Здвиж; будівництво якої велось трестом «Київводбуд». За період 1961–1963 рр. площа прийнятих в експлуатацію заплавних земель становила: 2212,0 га брутто та 2027 га нетто.

Протяжність магістрального каналу – 24,5 км.
Протяжність бокової мережі – 47,6 км.
На боковій мережі побудовано шлюзів-регуляторів – 59 шт.
- Із 1977 р. розпочалась реконструкція осушувальної системи «Здвиж» із створенням польдера на площі 971 га і будівництво другої черги цієї системи з Гавронщинським водосховищем для забезпечення регулювання водно-повітряного режиму.

Управління насичується різноманітною технікою для забезпечення експлуатаційних робіт, обсяги яких різко зростають. Для очистки каналів у 1978 р. налічувалось 26 екскаваторів і 9 бульдозерів (912 тис. м3), для глибокого рихлення 3 шт. К-700 (700 га), для нарізання кротового дренажу (1400 га), обкоски каналів (1520 га) та транспортних робіт було 21 колісний трактор і 9 кротодренажних машин. Автопарк налічував 42 одиниці (4 автобуси, 24 вантажні і 14 спеціальних машин). У ремонтних майстернях працювало 27 металообробних та інших верстатів, 6 електрозварювальних апаратів і багато іншого устаткування (пилорама, бетономішалки, тощо). Кількість працівників – 602 особи в т. ч. 89 ІТП. Щорічно силами управління проводився капітальний ремонт ГТС близько 65 шт. та поточний – біля 600 шт.
- У 1978 р. на базі Ірпінського УОС створено чорнобильське управління для обслуговування меліоративних систем в Іванківському, Поліському і Чорнобильському районах, з одночасним будівництвом бази цього управління в м. Чорнобиль. Зона діяльності Ірпінського управління скоротилася до 6 адміністративних районів (Києво-Святошинський, Вишгородський, Бородянський, Макарівський, Фастівський, Васильківський). А в 1986 р. було створено Білоцерківське УМС, до якого відійшли об’єкти Васильківського р-ну. Площа меліорованих земель скоротилася до 76 тис. га.
- Із 1985 р. нове будівництво різко скоротилося, а основна увага приділялась технічному покращенню існуючих меліоративних систем і досягненню проектної урожайності.
- Період 1974–1989 рр. був найефективнішим у використанні меліорованих земель і найкращим в сенсі технічно грамотної їх експлуатації.

Господарства, які розташовані на цих землях, і які дотримувались правил агротехніки та по-господарськи ставилися до використання землі, одержували з 1 га по 275 ц овочів (проектна врожайність – 265), 170 ц картоплі (проектна – 145), 56 ц багаторічних трав (проектна – 31), 500 ц кукурудзи на силос і зелений корм (проектна – 300).
- У 1989 р. на системі р. Ірпінь та на зрошувальних системах Києво-Святошинського і Вишгородського р-нів впроваджується інформаційно-дорадча система планування поливів. А з 1990 р. управління своїми силами почало забезпечувати полив с/г культур на площі 442 га у Києво-Святошинському р-ні.

У зв’язку з розширенням меліорованих земель для забезпечення їх технічної експлуатації розширяється центральна виробнича база, будуються нові промбази для Вишгородської, Бородянської дільниці, а також гідрокомплекси в селах Гавронщині, Забуянні, Яблунівці, Гостомелі, Катюжанці, Іллінці, Розважеві та інших. Будується житло, гуртожитки.
На базі об’єктів Ірпінського УОС проводили випробування нової меліоративної і дощувальної техніки, складали і перевіряли норми витрат часу і розцінки на всі нові механізми та види робіт (ЦНІС), захищались кандидатські та докторські дисертації науковцями, проходили практику і стажування студенти-меліоратори, агромеліоратори та працівники інституту підвищення кваліфікації, а також проводились обласні та республіканські семінари працівників водного та сільського господарств
- Починаючи з 1993 р. Кабінетом Міністрів України прийнято «Порядок списання основних меліоративних фондів і переведення зрошувальних земель у богарні і осушених в немеліоровані угіддя» і в цьому ж р. було прийнято рішення про списання основних меліоративних фондів і переведення 44421 гектар зрошувальних земель у богарні по Київській області.
- По Ірпінському управлінню за період з 1993–2005 рр. переведено зрошувальні землі у богарні на площі 11116,3 га та осушувальні в немеліоровані угіддя на площі 1399,4 га.
- Площа сільськогосподарських зрошувальних угідь в зоні діяльності управління (залишились тільки в Київо-Святошинському районі) - 8016,2га. Довжина міжгосподарських каналів, км - 1,03. Довжина трубопроводів – 276,126 км, в тому числі, на балансі управління – 37,236 км. Воду на зрошення подають 13 насосних станцій, 9 з них на балансі управління.
- На жаль, сучасне використання зрошувальних територій не завжди проводиться з розумінням переваг зрошувального землеробства.

## Нормативно-правова база
- Конституція України
- Водний кодекс України від 6 червня 1995 року № 213/95-ВР [Архівовано 25 березня 2019 у Wayback Machine.]
- Закон України від 24 травня 2012 року № 4836-VI «Про затвердження Загальнодержавної цільової програми розвитку водного господарства та екологічного оздоровлення басейну річки Дніпро на період до 2021 року» [Архівовано 20 жовтня 2018 у Wayback Machine.]
- Закон України від 14 січня 2000 року № 1389-XIV «Про меліорацію земель» [Архівовано 25 березня 2019 у Wayback Machine.]
- Закон України від 26 вересня 2006 року № 185-V «Про управління об’єктами державної власності» [Архівовано 25 березня 2019 у Wayback Machine.]
- Закон України 25 червня 1991 року № 1264-XII «Про охорону навколишнього природного середовища» [Архівовано 25 березня 2019 у Wayback Machine.]
- Закон України від 21 грудня 2010 року № 2818-VI «Про Основні засади (стратегію) державної екологічної політики України на період до 2020 року» [Архівовано 25 березня 2019 у Wayback Machine.]
- Закон України від 4 жовтня 2016 року № 1641-VIII  «Про внесення змін до деяких законодавчих актів України щодо впровадження інтегрованих підходів в управлінні водними ресурсами за басейновим принципом» [Архівовано 25 березня 2019 у Wayback Machine.]
- Закон України від 07.02.2017 № 1830-VIII «Про внесення змін до деяких законодавчих актів України, що регулюють відносини, пов’язані з одержанням документів дозвільного характеру щодо спеціального водокористування» [Архівовано 25 березня 2019 у Wayback Machine.]
- Постанова Верховної Ради від 5 березня 1998 року № 188/98-ВР «Про Основні напрями державної політики України у галузі охорони довкілля, використання природних ресурсів та забезпечення екологічної безпеки» [Архівовано 25 березня 2019 у Wayback Machine.]
- Указ Президента України № 381/2017 «Про додаткові заходи щодо розвитку лісового господарства, раціонального природокористування та збереження об’єктів природно-заповідного фонду» [Архівовано 25 березня 2019 у Wayback Machine.]
- Розпорядження Кабінету Міністрів України від 11 жовтня 2016 року № 738-р "Про виділення коштів для завершення у 2016 році будівництва гідротехнічної споруди на Північно-Кримському каналі" [Архівовано 25 березня 2019 у Wayback Machine.]
- Постанова Кабінету Міністрів України від 20 серпня 2014 р. № 393 «Про затвердження Положення про Державне агентство водних ресурсів України» [Архівовано 25 березня 2019 у Wayback Machine.]
- Постанова Кабінету Міністрів України від 26 жовтня 2011 року № 1101 «Про затвердження переліку платних послуг, які можуть надаватися бюджетними установами та організаціями, що належить до сфери управління Державного агентства водних ресурсів України, на замовлення юридичних і фізичних осіб» [Архівовано 14 грудня 2018 у Wayback Machine.]
- Постанова Кабінету Міністрів України від 10 березня 2017 року № 126 "Про призначення уповноважених Кабінету Міністрів України з питань співробітництва на прикордонних водах та їх заступників" [Архівовано 25 березня 2019 у Wayback Machine.]
- Постанова Кабінету Міністрів України від 29.03.2017 № 205 «Про затвердження Порядку використання коштів, передбачених у державному бюджеті для розвитку та поліпшення екологічного стану зрошуваних та осушених систем» [Архівовано 25 березня 2019 у Wayback Machine.]
- Постанова Кабінету Міністрів України від 18 травня 2017 року № 336 "Про затвердження Порядку розроблення плану управління річковим басейном" [Архівовано 25 березня 2019 у Wayback Machine.]
- Наказ Міністерства екології та природних ресурсів України "Про виділення суббасейнів та водогосподарських ділянок у межах встановлених районів річкових басейнів" [Архівовано 25 березня 2019 у Wayback Machine.]
- Наказ Міністерства екології та природних ресурсів України від 26.01.2017 № 23 "Про затвердження Типового положення про басейнові ради", який зареєстровано у Мін’юсті 17 лютого 2017 р. за № 231/30099 [Архівовано 25 березня 2019 у Wayback Machine.]
- Наказ Міністерства екології та природних ресурсів України від 26.01.2017 № 26 "Про затвердження Порядку розроблення водогосподарських балансів", який зареєстровано у Мін’юсті 17 лютого 2017 р. за № 232/30100 [Архівовано 25 березня 2019 у Wayback Machine.]
- Наказ Міністерства екології та природних ресурсів України від 06.02.2017 № 45 "Про затвердження Переліку забруднюючих речовин для визначення хімічного стану масивів поверхневих і підземних вод та екологічного потенціалу штучного або істотно зміненого масиву поверхневих вод", який зареєстровано у Мін’юсті 20 лютого 2017 р. за № 235/30103 [Архівовано 25 березня 2019 у Wayback Machine.]
- Наказ Міністерства екології та природних ресурсів України від 23.06.2017 № 234 «Про затвердження форми дозволу на спеціальне водокористування та форми нормативного розрахунку водокористування і водовідведення», зареєстрований в Міністерстві юстиції України 21 липня 2017 року за № 887/30755 [Архівовано 25 березня 2019 у Wayback Machine.]
- Наказ Міністерства екології та природних ресурсів України від 24.07.2017 № 276 «Про затвердження Положення про консервацію та розконсервацію меліоративних систем та окремих об'єктів інженерної інфраструктури», зареєстрований у Міністерстві юстиції України 14 серпня 2017 р. за №1002/30870 [Архівовано 25 березня 2019 у Wayback Machine.]
- Наказ Міністерства екології та природних ресурсів України від 09.08.2017 № 305 "Про затвердження Порядку організації та проведення особистого прийому громадян у Державному агентстві водних ресурсів України", зареєстрований у Міністерстві юстиції України 04.09.2017 за № 1076/30944 [Архівовано 25 березня 2019 у Wayback Machine.]